# Taba Saling
Taba Saling is een bestuurslaag in het regentschap Kepahiang van de provincie Bengkulu, Indonesië. Taba Saling telt 535 inwoners (volkstelling 2010).